# Harpacticus pallaresae
Harpacticus pallaresae is een eenoogkreeftjessoort uit de familie van de Harpacticidae. De wetenschappelijke naam van de soort is voor het eerst geldig gepubliceerd in 2007 door Wells.